# سیمونا والترت
سیمونا والترت (انگلیسی: Simona Waltert؛ زادهٔ ۱۳ دسامبر ۲۰۰۰) یک تنیس‌باز سوئیسی است.
والترت اولین بازی خود را در تورنمنت قرعه کشی اصلی WTA در مسابقات آزاد بانوان ۲۰۱۹ لوزان انجام داد، جایی که وی برای مسابقات انفرادی و دونفره یک وایلد کارت دریافت کرد.